# 喙果绞股蓝
喙果绞股蓝（学名：Gynostemma yixingense）为葫芦科绞股蓝属下的一个种。